# سامسون سیاسیا
سامسون سیاسیا (انگلیسی: Samson Siasia؛ زادهٔ ۱۴ اوت ۱۹۶۷) یک بازیکن فوتبال اهل نیجریه است.
از باشگاه‌هایی که در آن بازی کرده‌است می‌توان به نانت، باشگاه فوتبال پرث گلوری، و الهلال عربستان اشاره کرد.
وی همچنین در تیم‌های ملی فوتبال نیجریه نیجر بازی کرده است.